# Ole Østmo
Ole Østmo (Elverum, Hedmark, 13 de setembre de 1866 – Oslo, 11 de setembre de 1923) va ser un tirador noruec. El 1900 va prendre part en els Jocs Olímpics de París, en què disputà cinc proves del programa de tir olímpic i guanyà quatre medalles, dues de plata i dues de bronze. Les medalles de plata foren en les proves de rifle militar, tres posicions per equips, junt a Olaf Frydenlund, Hellmer Hermandsen, Ole Sæther i Tom Seeberg, i rifle militar, dempeus, mentre les de bronze foren en rifle militar, tres posicions, individual i en rifle militar, bocaterrosa. En rifle militar, de genolls fou quinzè.